# Judži Hjakutake
Judži Hjakutake, japonski ljubiteljski astronom, * 7. julij 1950, Šimabara, Nagasaki, Japonska, † 10. april 2002, Kagošima, Japonska.
Hyakutake je 31. januarja 1996 odkril Komet Hyakutake z uporabo binokularja 25×150. Razen tega kometa je odkril še komet C/1995 Y1. Trdijo, da se je začel zanimati za astronomijo šele potem, ko je videl Komet Ikeja-Seki (C/1965 S1).
Umrl je leta 2002 zaradi anevrizme, ko je bil star samo 51 let.
Njemu v čast so po njem poimenovali asteroid 7291 Hyakutake.